# Еміліо Перес Піньєро
Еміліо Перес Піньєро (Calasparra, Murcia, 27 серпня 1935 року — 8 липня 1972 року) — іспанський архітектор.

## Біографія
Еміліо Перес Піньєро народився у Валенсії в родині військового. Згодом він переїхав з матір'ю в місто Каласпарра в регіоні Мурсія, де провів своє дитинство. Під впливом свого батька переїхав до Мадрида, щоб вивчати архітектуру. Був успішним архітектором.
Загинув у дорожньо-транспортній пригоді в Торребланці (Кастельон).

## Відзнаки
Еміліо Перес Піньєро був відзначений багатьма нагородами, включаючи «Золоту медаль» на XI Міжнародній патентній виставці в Брюсселі та премію Огюста Перре від Міжнародного союзу архітекторів у 1972 році Того ж року

## Роботи майстра

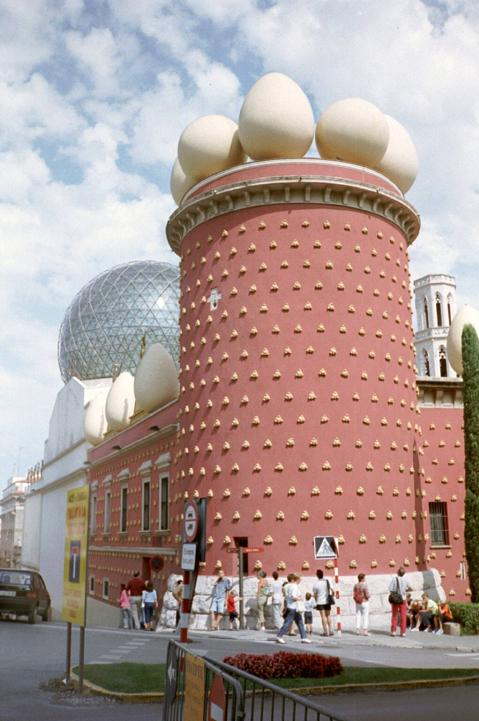
На зображенні музею Далі у верхній лівій частині можна побачити купол, який спроєктував Перес Піньєро.

У роботах Переса Піньєро перш за все виділяється дослідження мобільних і розгорнутих структур. Однією з небагатьох уцілілих робіт цього архітектора є купол театру-музею Далі у Фігерасі, який сам Еміліо не зміг побачити завершеним, оскільки загинув у автокатастрофі, повертаючись із Фігераса до Каласпарри. Роботу завершив його брат і співавтор проєкту.
Різна доля у його споруд. Одні були залишені а інші мають довгу історію, як-от споруда, призначена для розміщення системи Cinerama, яку в кінцевому підсумку придбала El Circo de Los Muchachos на околиці міста Оренсе (Галісія, Іспанія).
У 1972 році він спроєктував інноваційний велодром для міста Аноета, який так і не був побудований.